# Bobby Joe Hill
Pour les articles homonymes, voir Hill.
Bobby Joe Hill (12 juin 1943 au Michigan – 8 décembre 2002) est un joueur américain de basket-ball champion NCAA en 1966 avec Texas Western (actuels Miners d'UTEP).
Son histoire et celle de l'équipe de Texas Western de 1966, première équipe en finale NCAA à jouer avec un cinq de départ noir, ont été immortalisés dans le film Les Chemins du triomphe sorti en 2006 au cinéma où son rôle est joué par Derek Luke.